# Штудниц, Богислав фон
Богислав фон Штудниц (нем. Bogislav von Studnitz; 12 сентября 1888 — 13 января 1943) — германский военачальник, генерал-лейтенант (1940), участник Первой и Второй мировых войн. 

## Биография
Поступил на службу в прусскую армию общегерманских войск в 1907 году, с 1908 года — лейтенант. 
Участвовал в Первой мировой войне, 8 ноября 1914 годе получил звание обер-лейтенанта, 18 декабря 1915 года — ротмистра. Награжден Железным крестом обоих классов. 
После поражения — в рейхсвере. С 1929 года — майор, с 1933 года — подполковник, с 1935 года — полковник. В октябре 1935 года назначен военным атташе в Польше, 1 августа 1938 года получил звание генерал-майора. 10 ноября 1938 года отозван и назначен командиром 24-го пехотного полка в Альтенбурге. Во время мобилизации летом 1939 года назначен командиром новой 87-й стрелковой дивизии на Западном фронте, участвовал с ней во Французской кампании. 1 августа 1940 года получил звание генерал-лейтенанта.
Во главе 87-й пехотной дивизии участвовал в войне против СССР в составе группы армий «Центр» в Белостокско-Минском и Смоленском сражениях и битве за Москву. С 23 апреля по 21 мая 1942 года – и.о. командующего IX армейского корпуса (на время отпуска генерала пехоты Ганса Шмидта). 22 августа 1942 года оставил командование и переведен в резерв фюрера. 
1 января 1943 года назначен командующим в Салоники (Греция), но уже 13 января 1943 года погиб в результате несчастного случая под Лариссой.